# KILLA
『KILLA』（キラ）は、大和和紀による日本の漫画作品。主人公の異性および同性との恋愛がテーマだが、企業家として成功していく野望に燃えた主人公の生き方を描いたサクセスストーリーでもある。
『週刊少女フレンド』（講談社）に1977年から1978年まで連載された。コミックスはKC全5巻 文庫版は講漫全3巻が出版されている。 

## 物語
主人公は、女と見間違えるほどの美貌を誇るキラ＝クイーン。イギリスはロンドンの演劇界に彗星のごとく現れた美少年である。彼には演劇の師匠フレドリック・ライモンがいて、キラを育て演劇界に送り込んだのであった。しかし、キラが目指しているものは、演劇界での成功などという小さなものではなかった。演劇界を手がかりに、キラが目指しているものとは…。

## 登場人物
KILLA　QUEEN（キラ・クイーン）
主人公。女と見まがう長い金髪の美少年。ロンドンの演劇界に彗星のごとく現れて、話題をさらう。
パーティーなどで、よく女装していることが多いが、女性と結婚する。目が不自由なチェス・プレーヤーである美少年アレクに恋し、彼を独占していたいと思う感情に心が揺れる。演劇界から経済界に進出し成功をおさめていく。女装していない時もヒールのあるロングブーツを着用したり、きれいな長い髪のため一見、女性に見える。アレクの目が治ったら自分から離れていってしまうのではと心を悩ませる。
フレドリック・ライモン
主人公キラの演劇の師匠にして後援者の男性。最後はキラに報われぬ一方的かつ献身的な愛をささげ、この物語からは退場する。
アレク
キラがこの世で最も愛する盲目の美少年。天才的なチェス・プレーヤー。キラからは天使のように崇拝される清らかな心の持ち主。目がみえるようになる治療を受けようとするが…。
アリス
キラに憧れ、恋する少女。彼女を誰よりも大切に思う親友マドロンがいる。
マドロン
成功のために、愛さえも利用する主人公キラの野望をいち早く見抜いた少女。キラとアリスとの仲を裂こうとする。彼女とキラとの衝撃的な因縁は物語の進行とともに明かされていく。
ムーア
マドロンの父親。企業家として経済界に絶大な影響を持つ実業家。キラの前に立ちはだかる最後の強敵。